# Kubota Manabu
Manabu Kubota (sinh ngày 27 tháng 6 năm 1981) là một cầu thủ bóng đá người Nhật Bản.

## Sự nghiệp câu lạc bộ
Manabu Kubota đã từng chơi cho Yokohama FC và New Wave Kitakyushu.